# Tommy Dixon
Tommy Dixon (1882–1941) là một cầu thủ bóng đá người Anh thi đấu ở Football League cho Middlesbrough. Sinh ra ở Cramlington, Northumberland, ông thi đấu ở vị trí tiền đạo tầm xa hoặc outside right. Trong sự nghiệp ông cũng thi đấu cho Bedlington United, Watford, Bristol Rovers và Blyth Spartans. Tại Watford, ông là vua phá lưới hai mùa giải liên tiếp của câu lạc bộ.